# Cameron County Courthouse
La Cameron County Courthouse est un palais de justice américain situé à Emporium, dans le comté de Cameron, en Pennsylvanie. Construite en 1890 dans le style roman richardsonien, elle est inscrite au Registre national des lieux historiques depuis le 20 octobre 2022.